# Eygaliers
Eygaliers település Franciaországban, Drôme megyében. Lakosainak száma 134 fő (2022. január 1.). Eygaliers Buis-les-Baronnies, Plaisians, La Roche-sur-le-Buis és Saint-Léger-du-Ventoux községekkel határos.

## Népesség
A település népességének változása:
| Lakosok száma | 42   | 50   | 64   | 131  | 100  | 102  | 104  | 115  | 120  | 134  |
|               | 1968 | 1982 | 1990 | 2006 | 2013 | 2015 | 2017 | 2019 | 2020 | 2022 |